# Medizinische Universität Wien
Die Medizinische Universität Wien ist die größte medizinische Lehranstalt in Österreich, zählt zu den bedeutendsten Forschungsinstitutionen Europas und stellt das gesamte Ärztepersonal für das Wiener AKH.
Die Medizinische Universität Wien ging 2004 aus der Medizinischen Fakultät der Universität Wien hervor, die 1365 von Rudolf IV. gegründet worden war.

## Geschichte

### Fakultät der Universität Wien

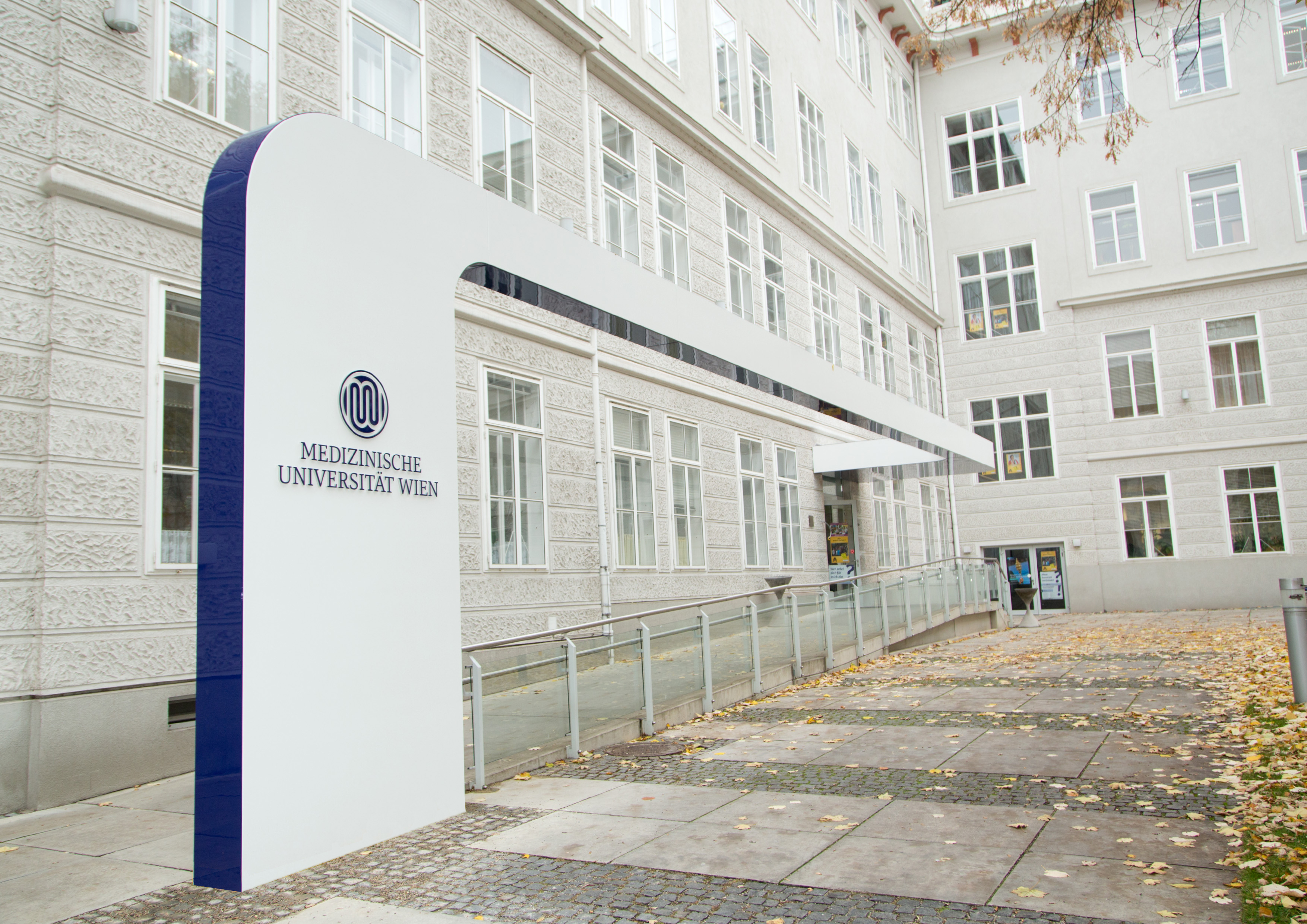
Eingangsbereich der Medizinischen Universität Wien

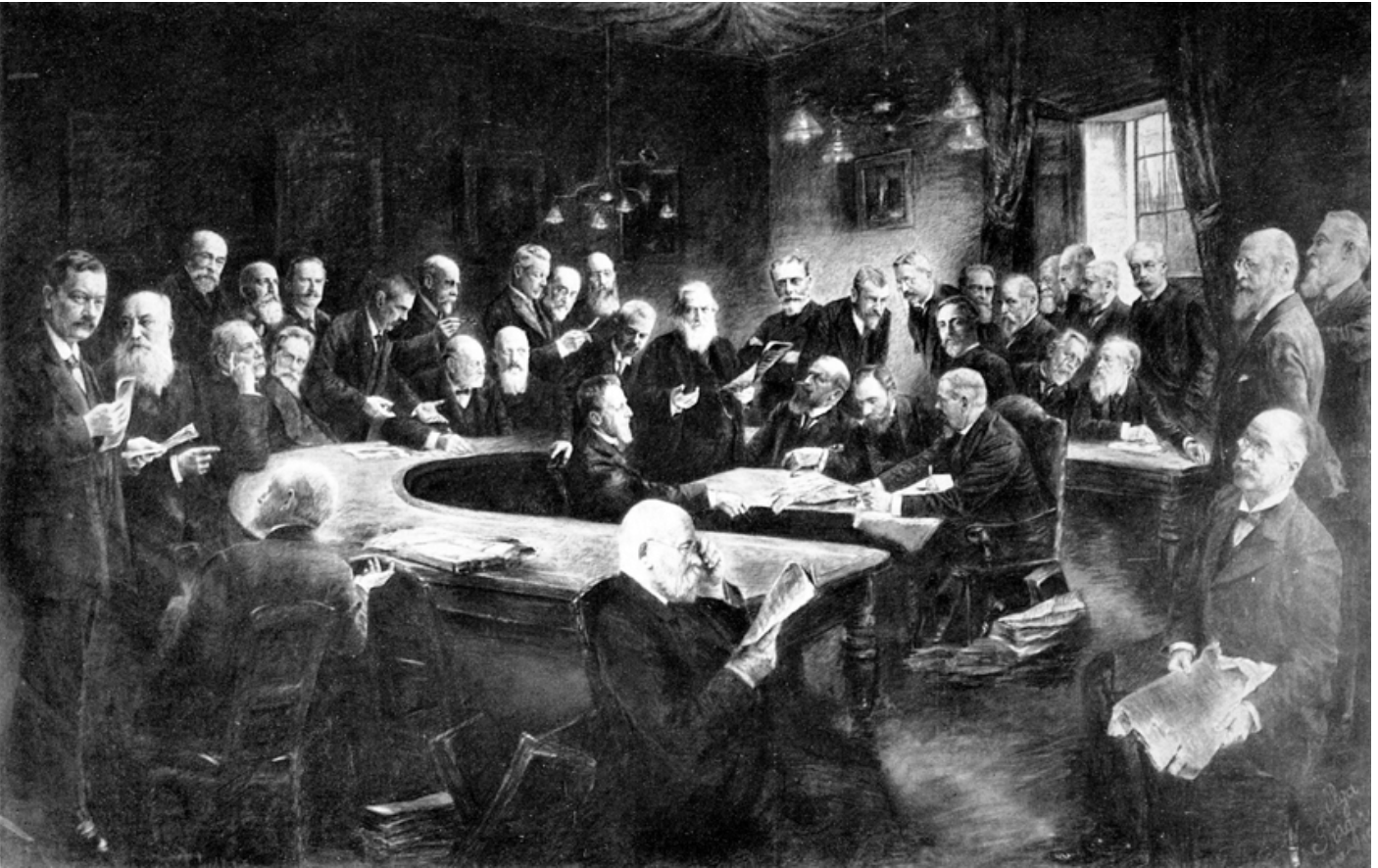
Das Professorenkollegium der medizinischen Universität Wien, Kreidezeichnung von Olga Prager, Wien 1908–1910. Im Dekanatszimmer der medizinischen Fakultät der Universität Wien. Edmund von Neusser, Siegmund Exner-Ewarten, Isidor Schnabel, Ferdinand Hochstetter, Alfons Edler von Rosthorn, Anton Weichselbaum, Leopold Schrötter von Kristelli, Heinrich Obersteiner, Julius Wagner-Jauregg, Viktor von Ebner-Rofenstein, Carl Toldt, Gustav Riehl, Ottokar von Chiari, Anton von Frisch, Ernst Fuchs, Anton Freiherr von Eiselberg, Hans Horst Meyer, Ernst Ludwig, Rudolf Chrobak, Theodor Escherich, Alexander Kolisko, Julius von Hochenegg, Arthur Schattenfroh, Carl von Noorden, Emil Zuckerkandl, Richard Paltauf, Gustav Gaertner, Leopold Oser, Josef Moeller, Alois Monti, Julius Mauthner, Viktor Urbantschitsch, August Leopold von Reuss, Adolf von Strümpell, Ernest Finger, Adolf Lorenz, Friedrich Schauta

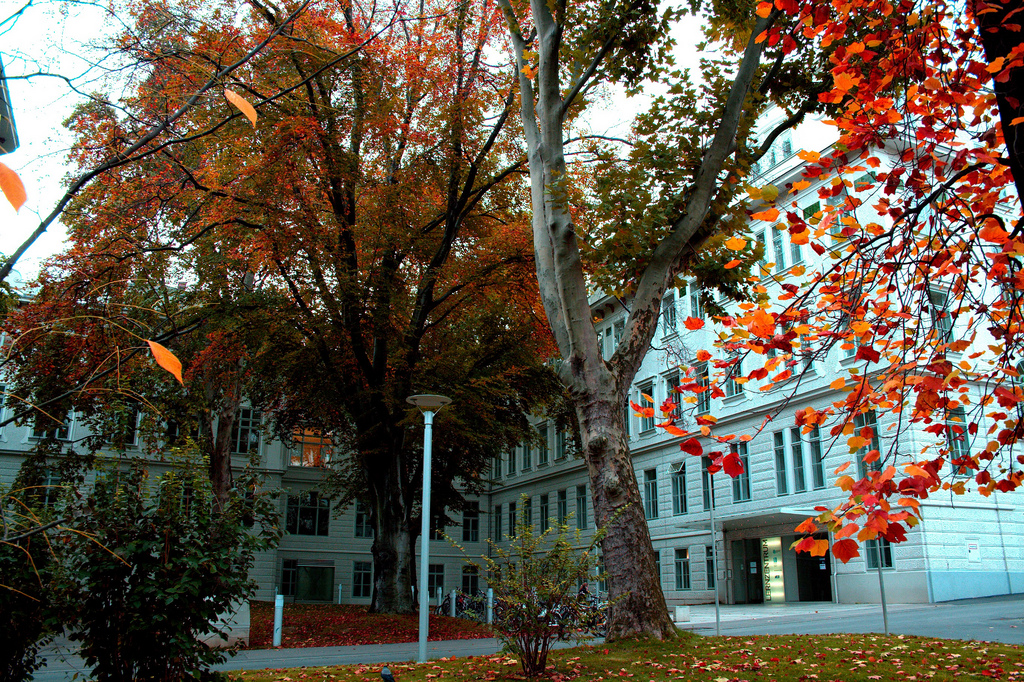
Medizinische Universität Wien – Bauteil 87

Als Bestandteil der 1365 gegründeten Alma Mater Rudolphina war die medizinische Fakultät bereits im Mittelalter eine weithin anerkannte Instanz in Fragen des Gesundheitswesens. Ab dem Jahre 1399 sind Fakultätsakten erhalten, die belegen, dass sie bei Streitigkeiten zwischen Badern, Hebammen und Grundherren als Schlichtungsstelle angerufen wurde.
Die erste Anatomievorlesung hielt der gegen Ende des 14. Jahrhunderts an die Wiener Universität berufene Arzt Galeazzo di Santa Sofia (gestorben 1427) aus Padua im Jahr 1404 (Galeazzo war zudem Leibarzt von Herzog Albrecht IV. von Österreich). Dabei führte er auch Lehrsektionen aus, die ersten nördlich der Alpen.
Zu Zeiten der Regierung Maria Theresias erlangte die Wiener Medizin erstmals internationale Bedeutung. Die Habsburgerin berief den Holländer Gerard van Swieten nach Wien. Er legte den Grundstein zur „ersten Wiener Medizinischen Schule“. Kapazitäten wie Anton de Haen, Maximilian Stoll, Johann Lorenz Gasser, Anton von Störck oder der Entdecker der Perkussion, Leopold Auenbrugger, lehrten und forschten nun in Wien. Auf der Grundlage von bereits weit zurückreichenden Traditionen wurde das heute so bezeichnete Bedside-Teaching in dieser Zeit zur paradigmatischen Methode in der Ausbildung.
Das 1784 eröffnete Allgemeine Krankenhaus der Stadt Wien wurde für die Mediziner zu einer neuen Wirkungsstätte, die sich mehr und mehr zum wichtigsten Forschungszentrum entwickelte. Im Laufe des 19. Jahrhunderts entstand durch Ärzte wie Carl von Rokitansky, Josef Skoda, Ferdinand von Hebra oder auch Ignaz Philipp Semmelweis die zweite Wiener Medizinische Schule. Die Grundlagenwissenschaft in der Medizin wurde ausgebaut und die Spezialisierung vorangetrieben: Die ersten Haut-, Augen- und Hals-Nasen-Ohren-Kliniken der Welt wurden in Wien gegründet.
Leopold Oser, später Ordinarius, spezialisierte sich auf die Behandlung von Erkrankungen des Magen-Darm-Trakts und galt als „einziger und bester Magenspezialist Österreichs“. Sein wesentlicher Beitrag in diesem Bereich war 1875 die Einführung eines flexiblen Magenschlauchs zur Gastroskopie („Magenspiegelung“) anstelle eines starren Rohrs, das der Heidelberger Gastroenterologie Adolf Kußmaul 1867 entwickelt hatte.
Anfang des 20. Jahrhunderts zählte die Medizin in Wien zur internationalen Spitzenklasse. Clemens von Pirquet definierte die Begriffe der Allergie und der Serumkrankheit, Ernst Peter Pick führte bedeutende Versuche zur chemischen Spezifität der immunologischen Reaktionen durch. Alle vier Nobelpreise, die in den nächsten Jahrzehnten an (ehemalige) Wiener Mediziner vergeben wurden – Robert Bárány (1914), Julius Wagner-Jauregg (1927), Karl Landsteiner (1930), Otto Loewi (1936) – fußten auf grundlegenden Arbeiten aus dieser Zeit. Als letztes erreichte noch die Wiener Schule der Zahnmedizin (gegründet von Bernhard Gottlieb) in den 1920er Jahren ihren Höhepunkt.
Diese Tradition strahlte noch in die Erste Republik aus. Die American Medical Association of Vienna wurde gegründet, und gut besuchte postpromotionelle Kurse für Ärzte aus aller Welt wurden noch bis in die 1930er Jahre organisiert.
Erste bekannte Mediziner wie Landsteiner verließen Wien bereits nach dem Ersten Weltkrieg, der größte personelle Aderlass erfolgte jedoch rund um den Zweiten Weltkrieg. Nach dem Anschluss Österreichs an Deutschland 1938 wurden politische Gegner und jüdische Lehrende, Ärzte und Studierende entlassen, vertrieben oder deportiert. Nach dem Krieg wurde mit dem Wiederaufbau begonnen. 1949 wurden rund 75 Prozent der medizinischen Hochschullehrer an der Universität Wien wegen nationalsozialistischer Belastung entlassen.
Da anlässlich des 650-Jahr-Jubiläums der Universität Wien im Jahr 2015 die Medizinische Fakultät aus organisatorischen Gründen nicht dargestellt werden konnte, übernahm die Arbeitsgruppe Geschichte der Medizin und Medical Humanities der Kommission für Geschichte und Philosophie der Wissenschaften an der Österreichischen Akademie der Wissenschaften diese Aufgabe und brachte dazu zwei Sammelbände heraus.

### Von der Fakultät zur Universität
Als das Universitätsgesetz 2002 zum 1. Jänner 2004 voll wirksam wurde, entstand die Medizinische Universität Wien als eigenständige Universität und Rechtsnachfolgerin der bis dahin bestehenden Medizinischen Fakultät der Universität Wien.

## Auszeichnungen und Rankings
Im 2014-15 Times Higher Education Ranking ist die Medizinische Universität Wien unter den besten 50 Universitäten der Welt im Bereich Clinical, Pre-Clinical and Health angeführt.
Die Medizinische Universität Wien ist zudem im im Jahr 2024 veröffentlichten „QS World University Ranking by Subject“ in der Kategorie „Medizin“  auf Rang 60 der besten Medical Schools der Welt. Sie ist damit die beste Universität für Medizin in Österreich und die viertbeste im DACH-Raum, von insgesamt im Medizin-Ranking umfassten 1.398 Institutionen weltweit.
Außerdem hat sich die MedUni Wien im renommierten Shanghai Global Ranking of Academic Subjects in der Kategorie „Clinical Medicine“ 2024 auf den Plätzen 51–75 unter den besten medizinischen Universitäten der Welt platziert. Mit dieser Platzierung ist die MedUni Wien hinter der Universität Heidelberg die zweitbeste medizinische Universität im deutschen Sprachraum und die beste in Österreich. Gemeinsam mit der Erasmus-Universität Rotterdam und der Universität Leiden liegt sie auf Platz 6 innerhalb der Europäischen Union, gesamteuropäisch auf Platz 15.

## Schwerpunkte
Die Universität setzt auf eine Triple Track-Strategie die auf den drei Grundpfeilern Forschung, Lehre und Patientenbehandlung basiert.

## Forschung

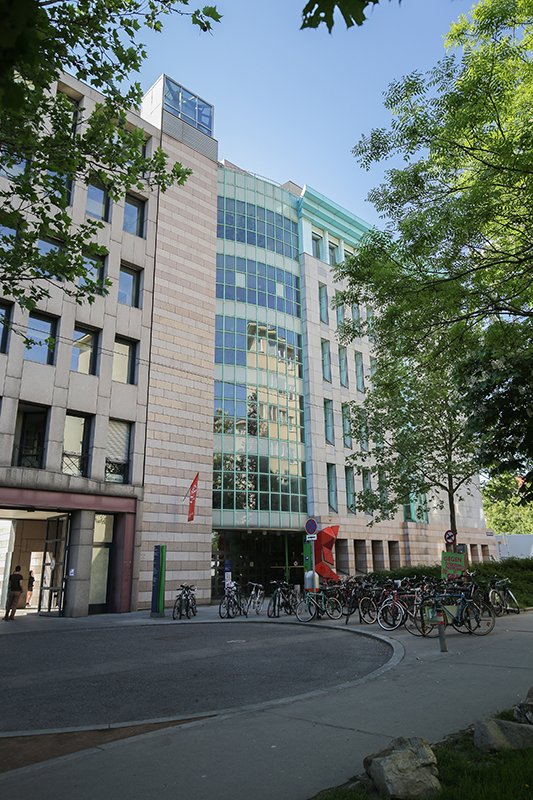
Max Perutz Laboratories

Die Forschung konzentriert sich hauptsächlich auf folgende Bereiche:
- Allergologie / Immunologie / Infektiologie
- Krebsforschung / Onkologie
- Medizinische Neurowissenschaften
- Kardiovaskuläre Medizin
- Medizinische Bildgebung

Dazu kommt die Forschungsplattform für Transplantation.
Weiters gibt es das medizinisch-theoretische Zentrum für Biomedizinische Forschung und Translationale Chirurgie.
Die molekularbiologische Forschung wird schwerpunktmäßig an den Max F. Perutz Laboratories, einer gemeinsamen Gesellschaft mit der Universität Wien, gebündelt.
Fachübergreifend wird die Beschäftigung mit geschlechtsspezifischen Aspekten der Medizin in allen Forschungsbereichen wie auch im Lehrangebot intensiviert. Seit 2010 gibt es eine eigene Gender Medicine Unit, sowie einen Lehrstuhl für Gender Medicine, den Alexandra Kautzky-Willer innehat.

## Standorte

### MedUni Campus AKH

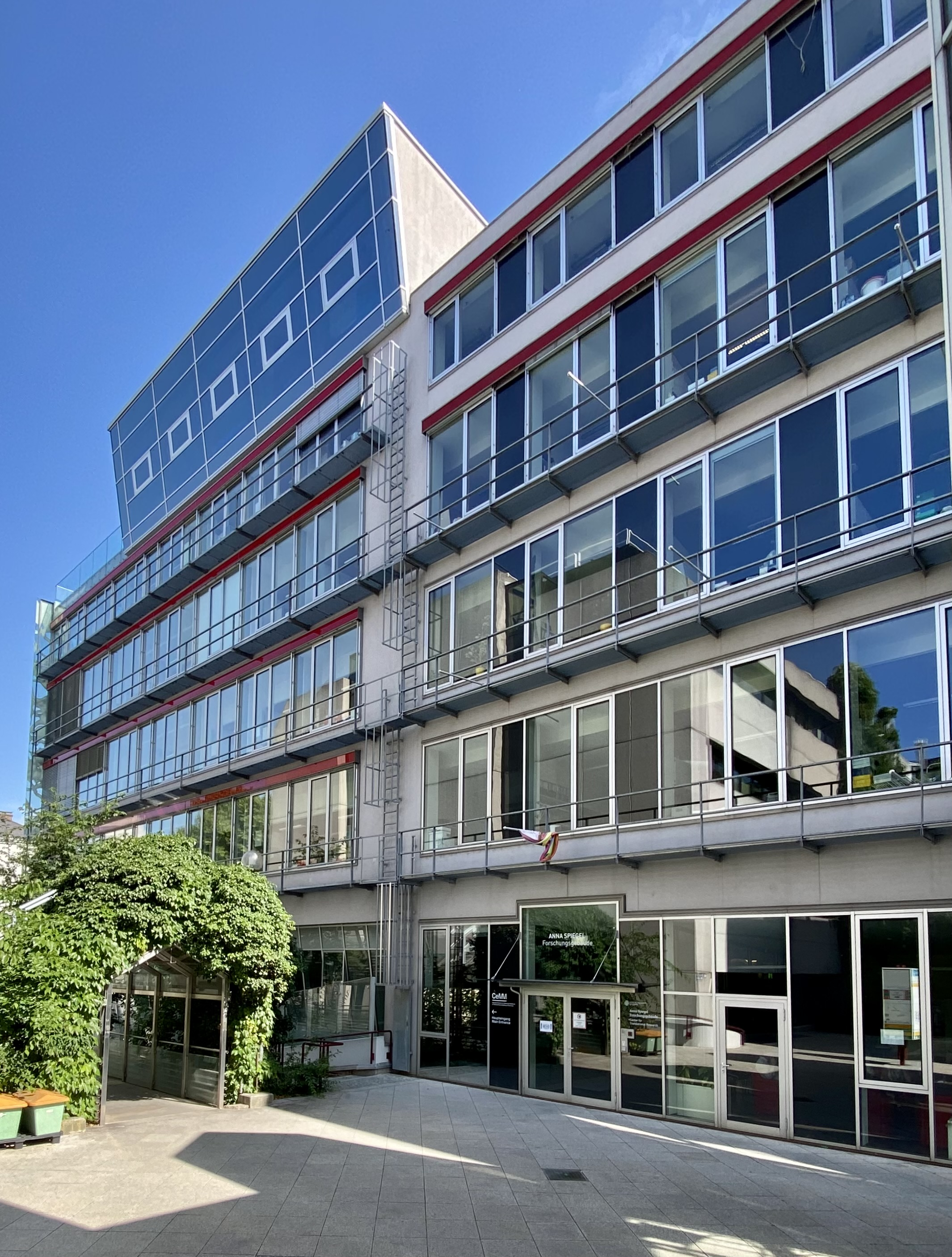
Anna Spiegel Forschungsgebäude (rechts)

Der derzeitige Hauptstandort der Medizinischen Universität Wien befindet sich auf dem sogenannten „MedUni Campus AKH“ Gelände, welches sich von der Spitalgasse 23, über die Lazarettgasse 14, bis hin zum Gelände des Allgemeinen Krankenhaus der Stadt Wien (AKH) am Währinger Gürtel 18–20 im 9. Wiener Gemeindebezirk erstreckt. Hier befinden sich das Rektorat, die Verwaltung, das Teaching Center, die VAMED, das Anna Spiegel Forschungsgebäude und 29 der 30 Universitätskliniken, die im AKH angesiedelt sind.

### Universitätszahnklinik
Die Universitätszahnklinik befindet sich in der Sensengasse 2a im 9. Wiener Gemeindebezirk im umgebauten und modernisierten Gebäudetrakt des ehemaligen Wiener Garnisonsspital im Areal des Alten AKH Wien.
Die Universitätszahnklinik Wien ist ein selbständiges Ambulatorium gemäß dem Wiener Krankenanstaltengesetz 1987 (Wr. KAG) sowie die Universitätszahnklinik der Medizinischen Universität Wien gemäß dem Universitätsgesetz (UG 2002).
Betreibergesellschaft ist die Universitätszahnklinik Wien GmbH, eine 100%ige Tochtergesellschaft der Medizinischen Universität Wien.
Im selben Gebäudetrakt unter der Adresse Van-Swieten-Gasse 1a, befindet sich mit dem Van Swieten Saal der Festsaal der Medizinischen Universität Wien, benannt nach Gerard Van Swieten, der als einer der Mitbegründer der Wiener Medizinischen Schule bezeichnet wird.

## Lehre

### Studiengänge
Folgende Studien werden angeboten:

### (N090) Doktoratsstudium der Medizinischen Wissenschaft (Doctor scientiae medicae)
Das Doktoratsstudium der Medizinischen Wissenschaft dauerte vier Semester und strebt eine Weiterentwicklung der Fähigkeiten zum selbständigen wissenschaftlichen Arbeiten an. Bedingung zur Zulassung ist der Abschluss eines medizinischen Studiums (Humanmedizin, Zahnmedizin, Medizin) oder eines facheinschlägigen Studiums (Biologie, Chemie, Ernährungswissenschaften, Molekularbiologie, Pharmazie, Physik, Psychologie, Sportwissenschaften) auf Magisterstufe (Diplom- oder Magistertitel), in dem Fall in Verbindung mit dem Ablegen eines medizinischen Propädeutikums. Das Studium ist abgeschlossen, sobald die Dissertation approbiert und das Rigorosum erfolgreich absolviert wurden. Das Doktoratsstudium der medizinischen Wissenschaft N090 ist ein Auslaufmodell. Seit dem Zulassungs-/Inskriptionszeitraum für das Wintersemester 2007/08 sind keine Neuaufnahmen möglich, wohl aber die Zulassung oder der Umstiegs in das neue N790-Studium.

### (N094) Ph.D-Studium (Doctor philosophiae)
Als Alternative zum Doktoratsstudium der Medizinischen Wissenschaft und für Interessierte aus verwandten wissenschaftlichen/akademischen Ausbildungsgruppen wird das sechs Semester dauernde Ph.D.-Studium angeboten, welches auf höherem Niveau ähnliche Kenntnisse mit internationalen Aspekten und ausschließlich in englischer Sprache abgehaltenen Kursen vermittelt. Ph.D.-Programme an der Medizinischen Universität Wien (Stand Sommersemester 2011):
- Offene Programme
  - Molecular Signal Transduction
  - Molecular Mechanisms of Cell Biology
  - Medical Physics
  - Neuroscience
  - Malignant Diseases
  - Endocrinology and Metabolism
  - Vascular Biology
  - Immunology
  - Medical Informatics, Biostatistics & Complex Systems
- „Self Contained“ Programme (mit persönlichem Anmeldungsprozess)
  - Inflammation and Immunity (IAI)
  - Cell Communication in Health and Disease (CCHD)
  - Molecular Mechanisms of Cell Signaling
  - Structure and Interaction of Biological Macromolecules
  - RNA-Biology

### (N201) Doktoratsstudium Medizin
Das Doktoratsstudium der Medizin ist der Studiengang zur Ausbildung zum Doktor bzw. zur Doktorin der gesamten Heilkunde nach altem Studienplan und kann nur noch beendet, jedoch nicht mehr neu angefangen werden. Es dauert 12 Semester, davon umfassen das I. Rigorosum vier, das II. Rigorosum drei und das III. Rigorosum fünf Semester. Typisch für die bisherigen Medizinstudien Österreichs ist, dass für die Erlangung des medizinischen Doktorgrades wahlweise entweder eine Dissertation vorzulegen oder eine vertiefte Ausbildung in einem Fach des Studiums zu absolvieren war.

### (N202) Diplomstudium Humanmedizin
Das Diplomstudium Humanmedizin an der MedUni Wien dauert 12 Semester und umfasst ein Gesamtstundenausmaß von 274,5 Semesterwochenstunden (aSWS). Davon entfallen 259,5 Semesterstunden auf Pflichtfächer. Zusätzlich sind 15 Semesterstunden freie Wahlfächer zu belegen und Famulaturen im Ausmaß von 12 Wochen zu absolvieren. Bis zum Ende des Studiums muss jeder/jede Studierende eine eigenständige Diplomarbeit verfassen. Im Jahr 2021 bewarben sich 8713 Kandidaten für die 740 Studienplätze. Das Zulassungsverfahren MedAT wird gemeinsam mit der Medizinischen Universität Innsbruck, der Medizinischen Universität Graz und der Medizinischen Fakultät der Johannes Kepler Universität Linz durchgeführt.
Das Studium ist in 3 Studienabschnitte gegliedert. Davon umfasst der 1. Studienabschnitt zwei Semester, der 2. Studienabschnitt sechs Semester und der 3. Studienabschnitt vier Semester.
- Der erste Abschnitt ist die Studieneingangsphase und dauert 2 Semester. Inhalt sind allgemeine Anatomie, Sozialmedizin, Biochemie, Molekulare Zellbiologie, Genetik und Physiologie. Der Semesterstoff wird im Rahmen der SIP (Summative integrierte Prüfung) abgeprüft. Das Bestehen der SIP 1a (Wintersemester) sowie SIP 1b (Sommersemester) ermöglicht den Wechsel in den 2. Studienabschnitt.
- Im zweiten Abschnitt, der 6 Semester dauert, werden sämtliche Organfachrichtungen in einzelnen Blöcken abgehandelt. Nach jedem 2. Semester findet erneut eine SIP statt. Die Diplomarbeit wird in diesem Abschnitt begonnen. Um in den 3. Studienabschnitt zu wechseln sind alle 3 SIPs (SIP 2, 3, 4a) positiv zu absolvieren.
- Der dritte Studienabschnitt umfasst Praxis in den wichtigsten klinischen Fächern. Auch hier ist im fünften Jahr (SiP 5a) eine SIP abzulegen. Das sechste Studienjahr wird auch als Klinisch-praktisches Jahr (KPJ) bezeichnet.
- Neben der Diplomarbeit gibt es noch 3 Diplomprüfungen, die jeweils mit den Abschlussprüfungen des 1., 2. und 3. Abschnittes, also SIP 1, 4 und 6, gleichzusetzen sind.[23]

### (N203) Diplomstudium Zahnmedizin
Das Diplomstudium Zahnmedizin an der MedUni Wien dauert 12 Semester, die in drei Studienabschnitte zu zwei, vier bzw. sechs Semestern unterteilt sind, und hat ein Gesamtstundenausmaß von 218,1 aSWS. Die ersten vier Semester entsprechen, bis auf ein zahnmedizinisches Propädeutikum, dem Studium der Humanmedizin (N202) – der Unterricht wird daher auch für Angehörige beider Studienrichtungen gemeinsam abgehalten. Im dritten Abschnitt ist ein Praktikum im Umfang von 72 Wochen zu absolvieren und eine Diplomarbeit zu verfassen.

### (N300) Master of Public Health
Mit dem Wintersemester 2005 wird zum ersten Mal von der Universität Wien und der Medizinischen Universität Wien gemeinsam der Universitätslehrgang Master of Public Health angeboten. Der Lehrgang ist ein berufsbegleitendes, postgraduales Studium, das vier Semester dauert und die Studenten im Bereich der integrativen Prävention und Lebensstilmedizin ausbildet, sodass sie Führungspositionen im öffentlichen Gesundheitswesen einnehmen können.

### (N790) Doktoratsstudium der angewandten medizinischen Wissenschaft
Das Doktoratsstudium der angewandten medizinischen Wissenschaft (N790) wurde als Ersatz von N090 eingeführt und dauert ebenso wie das PhD-Studium (N094) sechs Semester. Strukturell ist es an dieses angelehnt, hat jedoch einige wesentliche Unterschiede. Es schließt nicht mit dem PhD ab, sondern mit einem „Dr. scient. med.“. Außerdem muss die wissenschaftliche Arbeit unter N790 nicht in einem peer-reviewed journal veröffentlicht werden, ebenso ist es nicht verpflichtend vom eingereichten Projekt bezahlt zu werden. Dies ermöglicht es, im Gegensatz zu N094, N790 neben einer Facharztausbildung zu absolvieren.

### (N936) Masterstudium Medizinische Informatik
Nach dem Abschluss eines Bachelorstudiums in (medizinischer) Informatik an einer beliebigen Universität besteht die Möglichkeit, an der MedUni Wien einen Master in Medizinischer Informatik zu erwerben. Gegliedert ist diese Studienrichtung in 4 Semester, am Ende ist eine Masterarbeit anzufertigen. Nach positiver Absolvierung aller Lehrveranstaltungen und der positiven Beurteilung der Masterarbeit wird der akademische Titel „Diplom-Ingenieur“ (Dipl-Ing) verliehen.

## Kenndaten

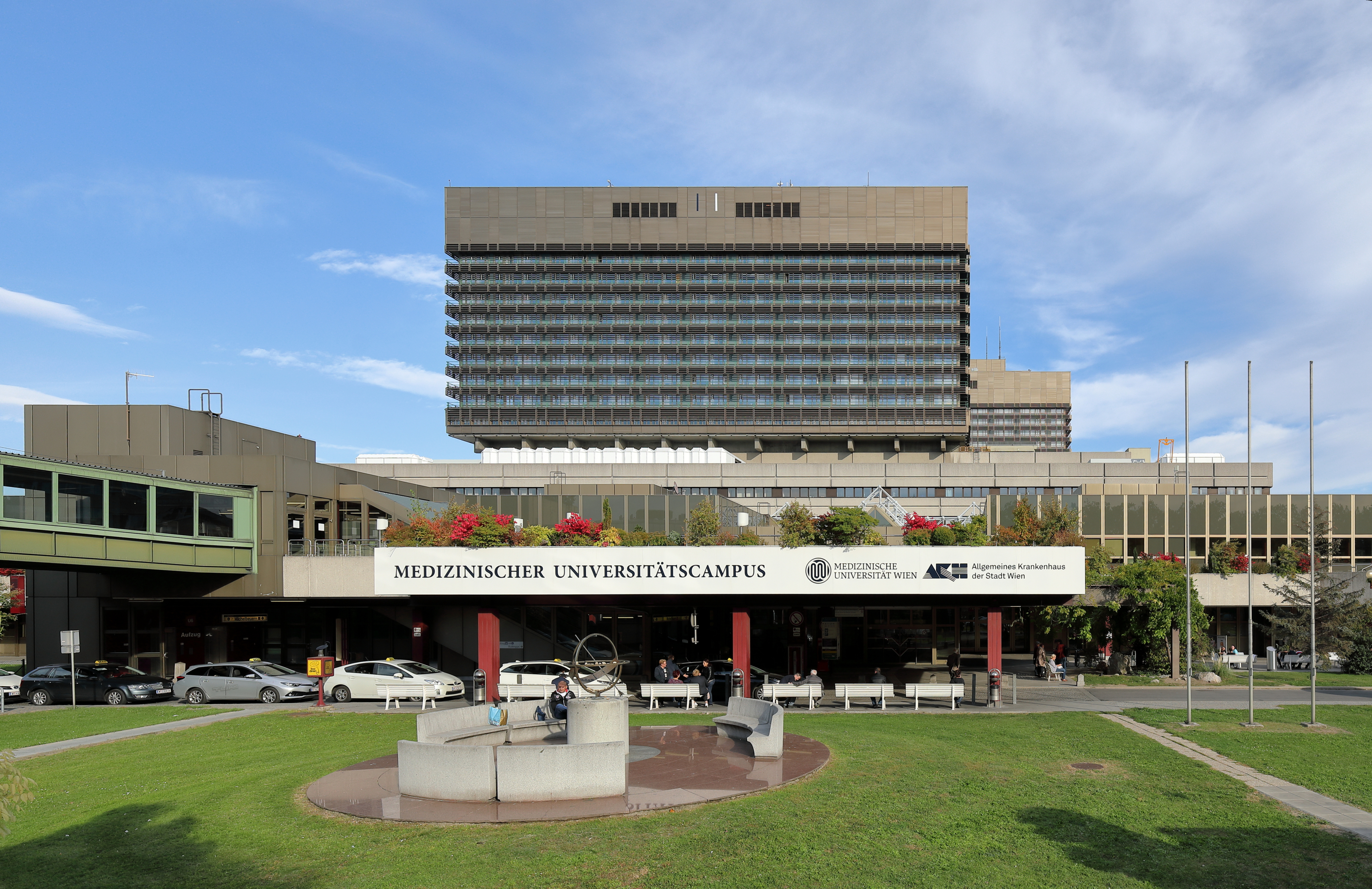
Allgemeines Krankenhaus der Stadt Wien und Universitätsklinikum

Gemeinsam mit dem Allgemeinen Krankenhaus der Stadt Wien (AKH Wien) bildet die Medizinische Universität Wien das größte medizinische Versorgungszentrum Österreichs.
- 30 Universitätskliniken und 2 Klinische Institute
- 12 medizinisch-theoretische Bereiche
- 51.676 Operationen p. a.
- 78.734 stationäre Behandlungen p. a.
- 553.000 ambulante Behandlungen p. a.

## Gremien

### Universitätsleitung
Die Universitätsleitung besteht seit dem 1. Oktober 2015 aus folgenden Personen:
- Markus Müller (Rektor)
- Michaela Fritz (Vizerektorin für Forschung und Innovation)
- Volkan Talazoglu (Vizerektor für Finanzen)
- Anita Rieder (Vizerektorin für Lehre)
- Oswald Wagner (Vizerektor für Klinische Angelegenheiten)

### Universitätsrat
Der Universitätsrat ist neben dem Senat ein zentrales Leitungsgremium der Universität. Je zwei Mitglieder des Universitätsrates werden durch den Senat der Medizinischen Universität Wien und die Bundesregierung bestimmt. Ein fünftes Mitglied wird von den vier Mitgliedern des Universitätsrates gewählt. Die Funktionsperiode der Mitglieder des Universitätsrats beträgt fünf Jahre.
Der Universitätsrat der MedUni Wien setzte sich ab dem 14. Mai 2018 aus folgenden Personen zusammen:
- Eva Dichand, Medienmanagerin (Vorsitzende)
- Brigitte Ettl, ärztliche Direktorin des Krankenhauses Hietzing mit Neurologischem Zentrum Rosenhügel
- Reinhart Waneck, ehemaliger Staatssekretär im Bundesministerium für Gesundheit
- Thomas Zeltner, Sonderbotschafter der WHO und ehemaliger Leiter des Bundesamts für Gesundheit in der Schweiz
- Irene J. Virgolini, Direktorin der Universitätsklinik für Nuklearmedizin an der Medizinischen Universität Innsbruck

In der konstituierenden Sitzung am 27. März 2023 für die Funktionsperiode bis Februar 2028 wurde Peter Husslein zum fünften Mitglied gewählt:
- Eva Dichand (Vorsitzende)
- Thomas Zeltner (stellvertretender Vorsitzender)
- Christoph Huber
- Peter Husslein
- Sigrid Pilz

### Senat
Dem Senat gehören 13 Vertreter der Universitätsprofessoren einschließlich der Leiter von Organisationseinheiten mit Forschungs- und Lehraufgaben, sechs Vertreter der Universitätsdozenten sowie der wissenschaftlichen Mitarbeiter im Forschungs- und Lehrbetrieb einschließlich Ärzte in Facharztausbildung, sechs Vertreter der Studierenden und eine Vertreterin oder ein Vertreter des allgemeinen Universitätspersonals an, die gemäß § 25 UG 2002 durch Wahl bzw. Entsendung (Studierende) bestellt worden sind. Vorsitzende des Senats ist Maria Sibilia, Leiterin des Institutes für Krebsforschung.

### Universitätsvertretung
Die Österreichische Hochschülerinnen- und Hochschülerschaft (ÖH) Medizin Wien ist seit dem 1. Jänner 2004 durch die Autonomie der MedUni Wien von einer Fakultätsvertretung zur Universitätsvertretung aufgestiegen und vertritt sämtliche Studierendenangelegenheiten gegenüber der Universität und dem Wissenschaftsministerium.

## Projekte

### MedUni Campus Mariannengasse

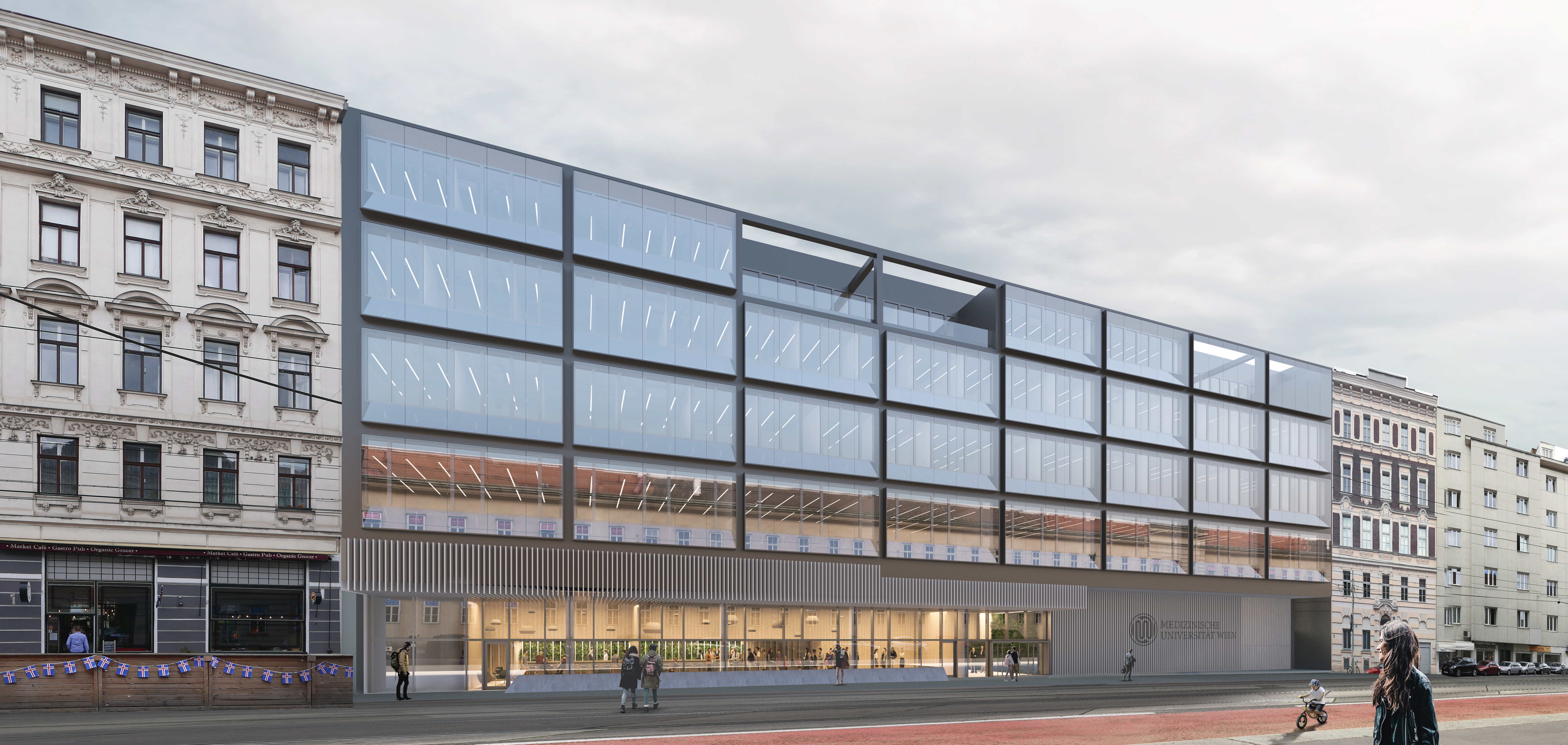
Ansicht des neuen MedUni Campus Mariannengasse von der Spitalgasse. © Delugan Meissl Associated Architects

Gemeinsam mit der BIG plant die Medizinische Universität Wien ein neues Forschungs- und Lehrzentrum. Der Campus Mariannengasse soll auf dem Gelände der ehemaligen Wien Energie Zentrale im 9. Wiener Gemeinbezirk Alsergrund, entstehen. Dort werden die vorklinischen Einrichtungen der Zentren für Physiologie und Pharmakologie, für Anatomie und Zellbiologie, für Pathobiochemie und Genetik, für Medizinische Physik und Biomedizinische Technik sowie dem Institut für Krebsforschung auf etwa 35.000 Quadratmetern zusammengeführt.
Geplant sind Lehrräumlichkeiten und Skillslabs für Studierende sowie eine zentral nutzbaren Forschungsinfrastruktur. Diese wird auch hochmoderne Geräte etwa für Massenspektrometrie, DNA-Zytometrie und Raster-Elektronen-Mikroskopie umfassen.
Der Start des universitären Vollbetriebs für 2000 Studierende ist mit Wintersemester 2025/26 geplant.

### MedUni Campus AKH
Im Rahmen eines Investitionsprojekts entstehen am MedUni Campus AKH drei neue Zentren: Das Zentrum für Präzisionsmedizin, das Zentrum für Translationale Medizin und Therapien und das Zentrum für Technologietransfer.

#### Eric Kandel Institut für Präzisionsmedizin
Aus Mitteln der European Resilience and Recovery Facility und Spenden entsteht am MedUni Campus AKH in Wien ein Zentrum für Präzisionsmedizin. Die neue Forschungsinfrastruktur schafft moderne Rahmenbedingungen für digitale und personalisierte Medizin. Hier werden künftig Diagnosen, Therapien und Präventionsmaßnahmen entwickelt, die an individuelle Faktoren angepasst sind. Als Namensgeber für das neue Forschungszentrum fungiert der aus Wien stammende Nobelpreisträger Eric Kandel.
Die Errichtung des Zentrums für Präzisionsmedizin ist ab dem Jahr 2022, mit einem Budget von 75 Mio. Euro und einer Fläche von 10.000 m² geplant.
Der Fokus des neuen Zentrums liegt insbesondere auf biomedizinischer Forschung, klinischen Studien, Genom-Technologie, Bioinformatik und IT. Grundlage der Präzisionsmedizin sind moderne Diagnostik-Methoden wie die Genom-Sequenzierung oder die molekulare Bildgebung. Damit soll es in Zukunft noch besser möglich sein, Patienten zielgerichteter und individueller zu behandeln und die Ursache der Erkrankung auf molekularer Ebene zu identifizieren.

#### Zentrum für Translationale Medizin

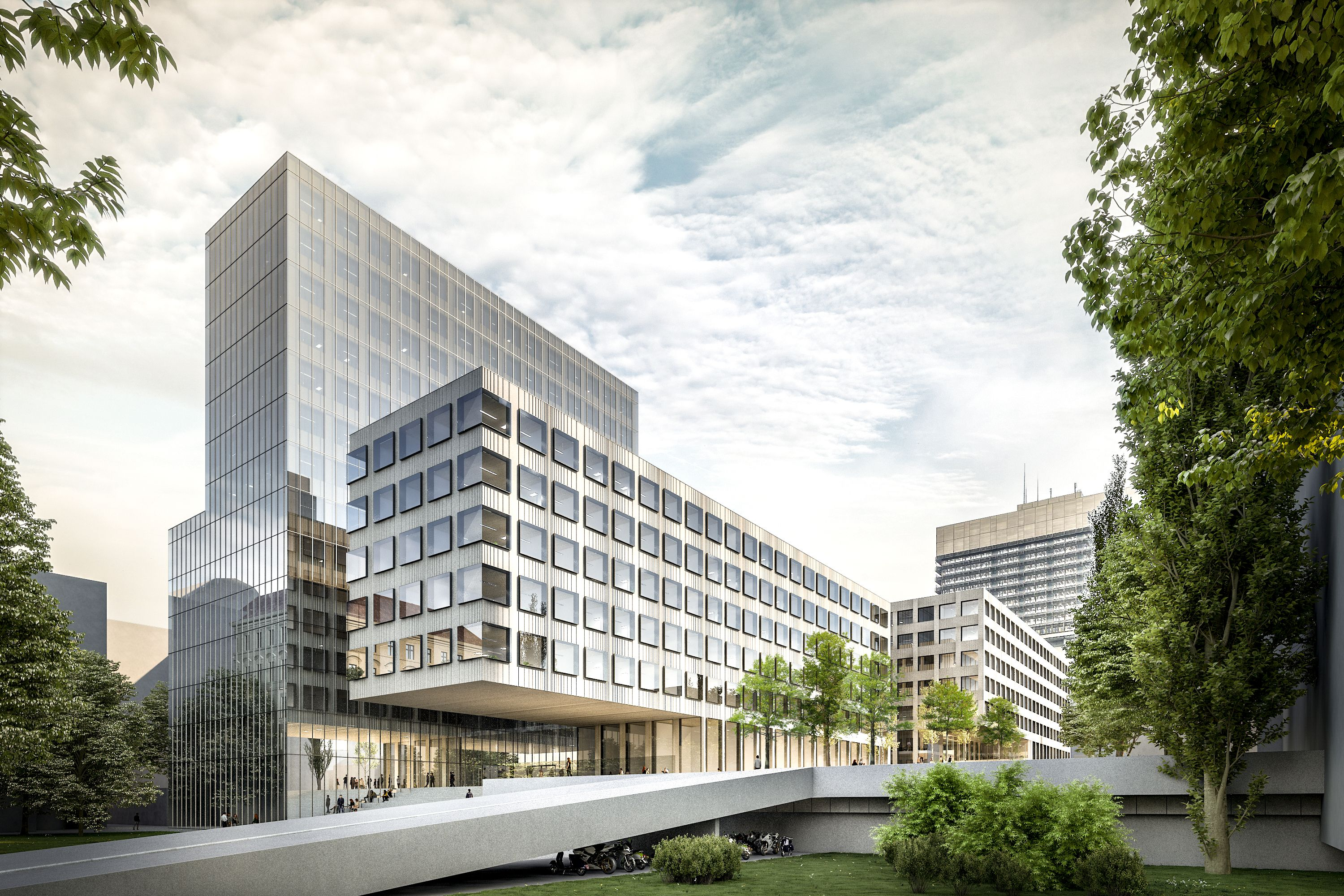
Geplantes Forschungszentrum für Translationale Medizin und Therapien von der Medizinischen Universität Wien und AKH Wien. © ARGE Moser Architects + Ingenos / zoomvp.at

Bund und Stadt Wien investieren gemeinsam in das neue Forschungszentrum, das am gemeinsamen Standort von AKH Wien und MedUni Wien im 9. Wiener Gemeindebezirk dem Konzept „Vom Labor zum Krankenbett und zurück ins Labor“ („from bench to bedside and back“) folgt. Auf ca. 14.000 m² Nutzfläche wird das Zentrum für Translationale Medizin und Therapien als Drehscheibe für mehrere Grundlagenwissenschaften und Universitätskliniken von MedUni Wien und AKH Wien fungieren und eine geschlossene Kette von der experimentellen Laboruntersuchung bis zur Klinischen Phase I/II-Forschung in einem Gebäude verbinden. Der Baubeginn ist für 2022, die Inbetriebnahme für 2025 geplant.

#### Zentrum für Technologietransfer
Auf etwa 13.500 m² soll bis Wintersemester 2025 das neue Technology Transfer Center (TTC) entstehen. Über ein Mietmodell soll hier Industrie und Start-ups am MedUni Campus AKH für kollaborative Projekte angesiedelt werden.

## Persönlichkeiten

### Nobelpreisträger (als Fakultät der Universität Wien)
- Robert Bárány (1876–1936), Hals-Nasen-Ohren-Arzt und Neurootologe
- Julius Wagner-Jauregg (1857–1940), Psychiater
- Karl Landsteiner (1868–1943), österreichisch-US-amerikanischer Pathologe, Hämatologe und Serologe
- Otto Loewi (1873–1961), deutsch-österreichisch-amerikanischer Pharmakologe
- Konrad Lorenz (1903–1989), Zoologe
- Allvar Gullstrand[34] (1862–1930), schwedischer Augenarzt
- Carl Ferdinand Cori[35] (1896–1984), österreichisch/US-amerikanischer Pharmakologe und Biochemiker
- George Hoyt Whipple[36] (1878–1976), US-amerikanischer Pathologe
- Corneille Heymans[37] (1892–1968), belgischer Pharmakologe

### Nobelpreisträger (als Medizinische Universität Wien)
- Emmanuelle Charpentier (* 1968) (Max Perutz Labs Vienna der Universität Wien und Medizinischen Universität Wien)[38]

### Sonstige Persönlichkeiten
- Theodor Billroth (1829–1894), deutsch-österreichischer Mediziner, Begründer der Bauchchirurgie
- Viktor Frankl (1905–1997), Psychiater, Begründer der Logotherapie und Existenzanalyse
- Sigmund Freud (1856–1939), Psychiater, Begründer der Psychoanalyse
- Ferdinand von Hebra (1816–1880), Begründer der Dermatologie
- Joseph Hyrtl (1810–1894), Anatom
- Siegmund Exner-Ewarten (1846–1926), Physiologe
- Moriz Kaposi (1837–1902), Dermatologe, Beschreiber des Kaposi-Sarkoms
- Richard von Krafft-Ebing (1840–1902), Neurologe und Psychiater
- Carl von Rokitansky (1804–1878), Pathologe, Begründer der wissenschaftlich orientierten Medizin
- Gerard van Swieten (1700–1772), niederländischer Mediziner, Reformer, Begründer der ersten Wiener Medizinischen Schule
- Ignaz Semmelweis (1818–1865), Gynäkologe
- Mihály Ignác von Lenhossék (1773–1840), Physiologe
- Lorenz Böhler (1885–1973), Wegbereiter der modernen Unfallchirurgie
- Carl Ludwig (1816–1895), Anatom und Physiologe
- Josef von Škoda (1805–1881), Internist, Weiterentwickler von Auskultation und Perkussion
- Arthur Schnitzler (1862–1931), Psychiater und Neurologe, Schriftsteller
- Hans Asperger (1906–1980), Pädiater, Erstbeschreiber des Asperger-Syndrom
- Clemens von Pirquet (1874–1929), Erstbeschreiber der Allergie
- Leopold Oser (1839–1910), Gastroenterologe, Erfinder des flexiblen Gastroskops
- Theodor Meynert (1833–1892), Neuroanatom
- Hans Horst Meyer (1853–1939), Pharmakologe
- Adolf Fercher, Mitentwickler der Optischen Kohärenztomografie[39]
- Oleh Hornykiewicz (1926–2020), Pharmakologe, Begründung der Levodopa Behandlung bei Parkinsonpatienten
- Hans Popper (1903–1988), Pathologe, Mitbegründer der Hepatologie[40]
- Alfred Adler (1870–1937), Begründer der Individualpsychologie
- Emil Zuckerkandl (1849–1910), Anatom
- Hans Jörg Böhmig (1933–2023), Chirurg, transplantierte die erste Leber in Österreich